# Episode.0
「Episode.0」（エピソードゼロ）は、2009年7月30日に発表されたボカロP・mathru（かにみそP）のVOCALOID楽曲。

## 概要
表題曲は、2009年7月30日、音声合成ソフト・がくっぽいどのサンプリング元であるGACKT本人の作品審査による「がくっぽいどコンテスト」（開催：ニコニコ動画）の応募曲として、がくっぽいど歌唱版がニコニコ動画へと発表された。
2011年7月13日、GACKTの39枚目かつエイベックス移籍第2弾のシングルとして、カバー楽曲を収録した同名のアルバムがHPQから発売。同名アルバムは、デビューからオリコンシングルチャート39作連続10位以内を獲得し、田原俊彦が持つ38作品を抜き、男性ソロでのオリコンチャート10位以内最多獲得者となった。

## アルバム

### 収録曲
（全編曲：TATSUYA KURAUCHI （onetrap））
1. Episode.0 [4:36]
  - 作詞・作曲:mathru（KanimisoP）

37thシングル「Stay the Ride Alive」から43rdシングル「WHITE LOVERS -幸せなトキ-」までのシングル曲は、ベストアルバム『BEST OF THE BEST vol.1 -MILD-』もしくは『BEST OF THE BEST vol.1 -WILD-』のどちらかに収録されているが、この曲はどちらのアルバムにも収録されておらず、本作にのみ収録されている。
2. Paranoid Doll [4:24]
  - 作詞・作曲：natsu（SCL Project）
3. Episode.0 (Instrumental)
4. Paranoid Doll (Instrumental)

### 初回限定盤 DVD
1. Episode.0 PV